# Elasto Mania
Elasto Mania — компьютерная игра, 2D-симулятор мототриала, выпущенный в 2000 году венгерским программистом Балажем Рожа (Balázs Rózsa) и его братом Чабой Рожа (Csaba Rózsa). Отличительная особенность игры — проработанная физическая модель мотоцикла.
Elasto Mania является переработкой под Windows игры Action SuperCross (1997). Всего выпущено 4 официальных версии и 4 неофициальных, разработанных фанатами игры. Вместе с игрой поставляется редактор уровней, который становится доступен после прохождения пяти уровней, не считая пропущенных.

## Игровой процесс
Цель игры заключается в том, чтобы собрать все «яблоки» на уровне, а затем дотронуться до «ромашки», сделав это как можно быстрее. Игровому персонажу — мотоциклисту — доступны следующие, закреплённые за определёнными клавишами, действия:
- ускорение,
- торможение,
- резкое потягивание руками — приводит к подъёму переднего колеса и «опрокидыванию» байка назад (вольт назад),
- толчок руками — приводит к «проседанию» байка на переднее колесо и подъёму заднего (вольт вперёд),
- переворот — приводит к перевороту с большей скоростью чем «толчок руками» но только в одну сторону (по часовой стрелке)(нажатием влево + вправо), супервольт. Это сложный приём, который облегчается использованием патча alovolt
- разворот (налево-направо).

Касание колёсами или шлемом о покрытое шипами вращающееся препятствие, а также шлемом о землю или стены приводит к «гибели» и перезапуску уровня.
Игра притягивает своей простотой и изящностью. За видимой лёгкостью правил скрывается довольно сложная начинка.

## Русскоязычное сообщество
В России история игры начинается с 2002 года, когда был создан сайт Declic.narod.ru, позже переросший в проект ElmaClub.com. Последний на начало 2006 года объединяет более двух тысяч зарегистрированных игроков.
Позиции России на мировой арене смотрятся довольно неплохо, и в настоящее время у российских игроков есть 8 мировых рекордов на встроенных (интернальных) 54 уровнях(англ. WR — World Record).
5 августа 2004 года лучший российский игрок DarMoeD был обвинен в читерстве и его результаты были аннулированы.
7 августа 2005 года был проведен Первый Онлайн Чемпионат России. Победителем стал DarMoeD (Чебоксары), второе место занял fedosik (Нижний Новгород), третьим был Maska (Санкт-Петербург).
У поклонников Эластомании есть свои каналы в IRC-сетях, на которых можно не только общаться, но и участвовать в своеобразных онлайн-соревнованиях. Это #elma.ru в RusNet`е и #across в IRCnet`е.